# Universidade Fundação Mineira de Educação e Cultura
Die Universidade Fundação Mineira de Educação e Cultura (FUMEC) ist eine brasilianische Privatuniversität in Belo Horizonte.

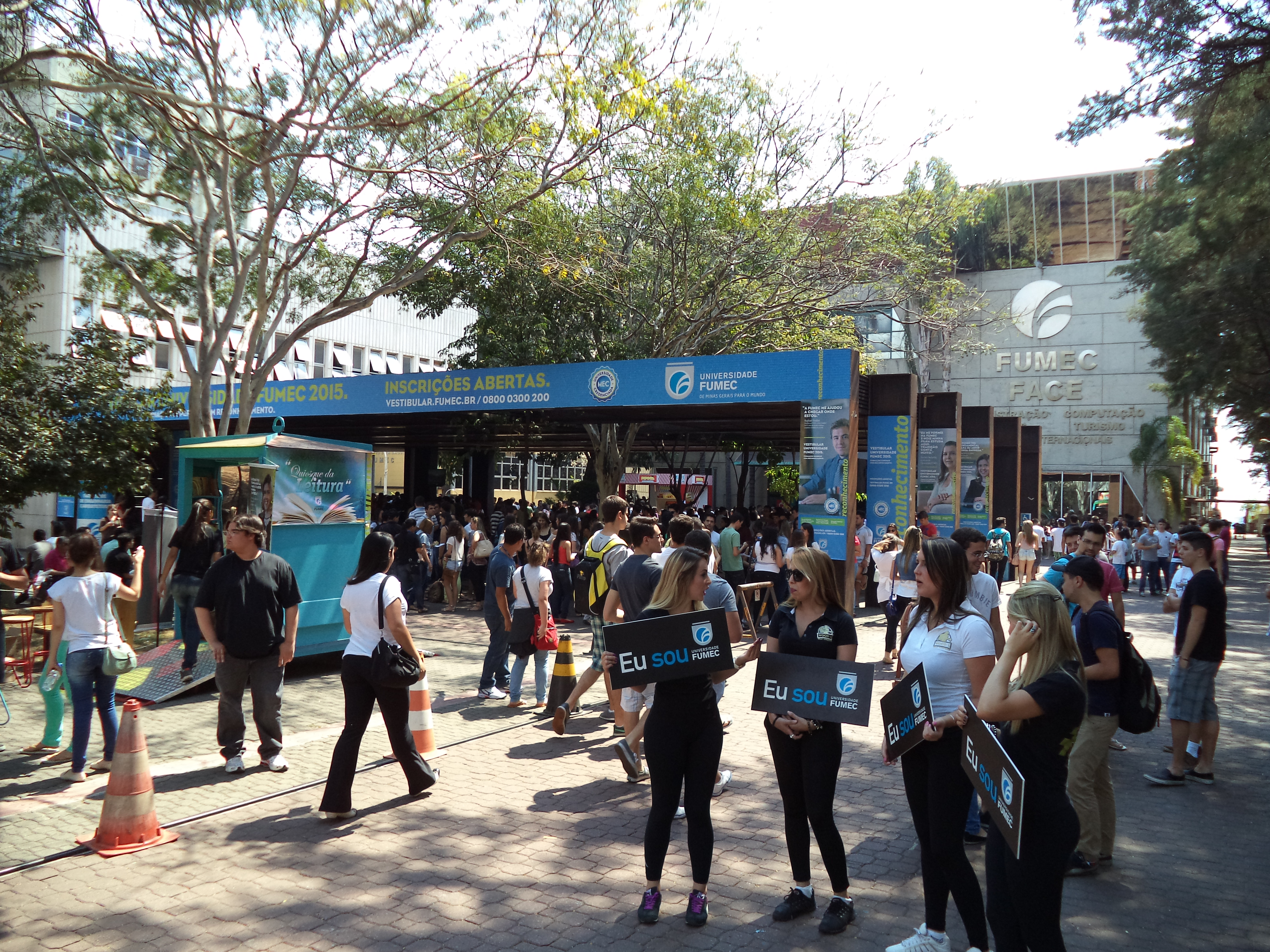

Die Stiftung für Bildung und Kultur in Minas Gerais wurde 1965 gegründet und errichtete zunächst zwei Fakultäten (Unternehmenswissenschaften sowie Ingenieurwesen und Architektur). Es folgte eine Erweiterung mit einer Fakultät für Humanwissenschaften. Die selbständigen Fakultäten wurden 2000 in ein Centro Universitário FUMEC zusammengeführt, das im Jahr 2004 Universitätsstatus erhielt.
Die Universidade Fumec bietet rund 36 Kurse und Ausbildungsprogramme auf verschiedenen Ebenen der sekundären und tertiären Bildung. Sie gliedert sich heute in drei Bereiche: die Faculdade de Ciências Humanas, Sociais e da Saúde (FCH), die Faculdade de Engenharia e Arquitetura (FEA) und die Faculdade de Ciências Empresariais (FACE). FACE ist die erste brasilianische Universitätseinrichtung, mit der die Firma Apple in Lateinamerika 2011 eine Kooperation eingegangen ist.
Rektor ist seit 1985 der Soziologie- und Politikwissenschaftler Eduardo Martins de Lima.
Rund 15.500 Studierende waren 2009 eingeschrieben, 2012 wird die Studentenzahl mit rund 13.500 angegeben.
Im nationalen brasilianischen Universitätsranking RUF (Ranking Universitário Folha der Folha de S.Paulo) rangiert die Universität an 107. Stelle (Stand: 2012).